# Садки (Дубовський район)
Садки (рос. Садки) — село у Дубовському районі Волгоградської області Російської Федерації.
Населення становить 303 особи. Входить до складу муніципального утворення Лозновське сільське поселення.

## Історія
Село розташоване у межах українського історичного та культурного регіону Жовтий Клин.
Село засноване 1823 року.
Згідно із законом від 14 березня 2005 року № 1026-ОД органом місцевого самоврядування є Лозновське сільське поселення.

## Населення
| 2010 |
| ---- |
| 303  |